# Carouselambra
A Carouselambra az angol Led Zeppelin együttes ötödik dala az 1979-es In Through the Out Door albumukról. Szerzői John Paul Jones basszusgitáros/billentyűs, Robert Plant énekes és Jimmy Page gitáros voltak. 10 és fél perces hosszával az album legambíciózusabb tétele, egyben a zenekar második leghosszabb, stúdióban rögzített száma. A  progresszív rockos megközelítése mellett a dal számos zenei stílust ölel fel, amelyben elsősorban John Paul Jones szintetizátorai dominálnak, míg Jimmy Page gitárja csak támogató szerepet tölt be. A cím a dal első részére utal, amelynek zenei részei képletesen a körhintával társíthatók.

## Történet
A dal első ötletei már 1978 májusában alakot öltöttek, amikor az együttes hosszú leállása után megkezdte első próbáit a Clearwell-kastélyban. Fő szerzője Jones volt, de Plant és Page is hozzátette a saját ötleteit. A dal rögzítése az In Through the Out Door felvétele során, 1978 novemberében és decemberében ment végbe, az ABBA svédországi Polar stúdiójában. Zeneileg egy újabb előrelépést jelentett a zenekar pályafutásában, mivel korábban nem lehetett hallani tőlük az elektromos gitárok és a techno stílust is megidéző billentyűsök ilyesfajta kombinációját. Az erősen szintetikus hangzásra épülő intenzív dal komplex felépítésű, de egyben monoton is, ezáltal az album legemészthetetlenebb darabja. Felépítése három szakaszra osztható.
Az első rész közepes tempóban veszi kezdetét, ahol Jones „döfködő” dúr akkordjai kerülnek az előtérbe, amelynek vékony hangzása egy Farfisa orgonán szólal meg. Ezt támasztja alá a háttérsáv részeként a basszusgitárjáték, és John Bonham masszív dobolása. A dal keverését Page végezte, ennek ellenére gitárja csak a hangzás hátterében kapott helyet, ugyanúgy mint Plant éneksávjai. Utóbbiak annyira távol kerültek, hogy a dal szövegét alig lehet érteni. Később Plant is bánatát fejezte ki a félresikerült keverés végett: „A Carouselambra-ban van néhány jó rész, különösen a borongós gyász-ének rész, ami Pagey munkája. És már nagyon sajnálom, hogy így alakult, mert a Carouselambra szövege pontosan arról a környezetről, arról a helyzetről szól, amiben voltunk. A Led Zeppelin utóbbi éveinek története egy az egyben megjelenik a dalban - és nem lehet hallani a szövegét.”
A második szakasz bevezetőjében jobban előtérbe kerül Page blues hatású játéka, ami egy lassabb mederbe tereli a darabot. Ebben a részben a gitáros két akkordból és gitárszintetizátorjából rengeteg hangszínt bemutat, amelyekkel el is nyomja Plant borongós és lassú mélázását. Játéka helyenként ritmikailag hibás és döcögös, de az effektek, valamint a hangok teljes erővel való rázúdítása a hallgatóra, elkendőzik a hibákat. Érdekesség, hogy az ebben a szakaszban hallható gitárrészeket Page a kétnyakú Gibson EDS-1275 gitárján játszotta fel. Ez volt az egyetlen alkalom, hogy ezt a hangszert stúdiófelvétel során is használta. A harmadik szakasz belépésénél Jones billentyűi újra az előtérbe kerülnek, még több hangszínt használva, míg a dal ismét felgyorsul a kezdeti közepes/közepesen gyors tempóra. A befejező szakasz a korábbiaknál is szabadabb és kötetlenebb, amely során mind a négy zenész jelentős szerephez jut (az ének és a gitár háttérbe keverése ellenére is). Ritmikailag nagy hangsúly helyeződik Bonham lüktető dobjaira, amely a monumentális szám nagy részében metronómhoz hasonlítható, precízitással és monotonitással adja meg az alapokat.
Az utolsó szakaszban hallható mély gitárhangzást a hangszerre felszerelt mechanikus hajlítóeszköz alkalmazásával érte el Page, amellyel szokatlan harmóniát és végtelen hangkitartást lehet elérni. A készülék hasonlóképpen működik mint a tekerőlant, csak elektronikusan forog a kerék, és a gitár húrlábjaihoz kell felszerelni. Az egyes húrokhoz gombok tartoznak, amellyel működtetni lehet, ugyanakkor lehetővé válik hogy a gitár hangzása ne változzon jelentős mértékben. A gizmotron-t Page az album In the Evening című dalában is alkalmazta, maga a hangszert pedig a 10cc gitárosa Lol Creme találta fel. Üzletileg nem lett sikeres, ezért a használata nem terjedt el széles körben a későbbiekben.

## Utóélet
A zenekar tagjai szeretik a dalt, a rajongók többsége viszont már kevésbé. Összességében elmondható a számról, hogy nagyon alábecsült, amit a rádiók is szinte soha nem játszottak. Az In Through the Out Door korabeli áttekintésében Charles M. Young a Rolling Stone kritikusa egy billentyűs riffre épülő, rendkívül gyenge darabként jellemezte, ami ráadásul túl hosszú, mivel abszurd hogy 10 és fél perces legyen. Továbbá rendkívül monotonnak nevezte a dalt, ami korábban is jellemző volt a zenekarra a hipnotikus hatás elérése céljából, de az itt hallható részeket véleménye szerint nem érdemes annyit ismételgetni, mivel nincsenek annyira jók. Az album Deluxe Edition féle újrakiadásának retrospektív felülvizsgálatában Andrew Doscas a PopMatters magazintól szintén negatív véleménnyel volt róla. Írásában közölte, hogy Plant szövegének körülbelül 60%-át nem lehet érteni. Véleménye szerint a szintetizátorok miatt a Zeppelin rajongók nehezen tudják kedvelni, és négy perc után ugratnak az utolsó két számra. Megjegyezte, hogy a dal jobban hasonlít egy Genesis vagy egy Styx szerzeményre, mintsem a saját hangzásukra. A Deluxe Edition újrakiadásra The Epic címmel felkerült a dal egy nyersebb és kevesebb effektel teli verziója, amelyre Doscas azt írta, hogy az ének sokkal világosabban hangzik, mint az eredeti verzión.
Keith Shadwick az együttes történetét bemutató Led Zeppelin The Story of a band and their music, 1968-1980 című könyv szerzője szerint a dal egy jelentős, kései Led Zeppelin eposz elszalasztott lehetősége. Szerinte több megindító pillanata is van, de a legnagyobb hibája az, hogy túlságosan is Jones billentyűjátékára épül, ami a kelleténél jobban előre van keverve. A második szakaszt javulásként jellemzi, majd a záró harmadik szakaszban újra Jones billentyűit kifogásolja, ami olyan „mintha egy ideges tyúkot hallanánk, amint izgatottan kapkodja a magokat. Szólama teljesen elüt Bonham lüktető ritmusának hatalmasságától és az óriási hangoktól, amiket Page csal ki a gitárjából.” A Whole Lotta Led/Our Flight With Led Zeppelin című könyv egyik szerzője Ralph Hulett viszont pozitívan írt róla, és megjegyezte, hogy a dal egy olyan intenzív hangfal, amely egy komplex hangkörhintát mutat be.
A Carouselambra-t soha nem adta elő a zenekar a koncerteken. Állítólag azt tervezték, hogy az 1980-as észak-amerikai turné során műsorra tűzik majd, de erre John Bonham halála miatt már nem került sor. A zenekarhoz közeli tagok azt állítják, hogy John Paul Jones mindig ragaszkodott ahhoz, hogy élőben is eljátsszák, különösen az 1980-as koncertek során, de Plant és Page soha nem volt rá eléggé felkészülve. Amikor az énekes és a gitáros 1995-ben illetve 1996-ban újra együtt koncertezett, az In the Evening előadása során Plant gyakran énekelte a dal középső sorait. Nem tartozik a feldolgozásra kerülő dalaik közé, egyedül a Vitamin String Quartet rock és pop tribute zenekar tűzte műsorára.

## Közreműködők
- Jimmy Page – gitár
- Robert Plant – ének, szájharmonika
- John Paul Jones – basszusgitár, zongora
- John Bonham – dob